# The Intrinsic Nature of Shipp
The Intrinsic Nature of Shipp ist ein Jazzalbum von Matthew Shipp. Die am 4. März 2023 in den Park West Studios, New York City entstandenen Solo-Aufnahmen erschienen am 22. August 2023 auf Chad Fowlers Label Mahakala Music.

## Hintergrund
In einem breit angelegten Interview mit All About Jazz im Jahr 2023 beschrieb Matthew Shipp „The Intrinsic Nature of Shipp“ als sein „großartiges Statement dafür, wer ich jetzt bin“. Shipp sagte außerdem: „Ich glaube, dass die intrinsische Natur eines Pianisten in dem Solo-Idiom zum Ausdruck kommt.“
Mit der Neuauflage seiner ersten CD Circular Temple und einer neuen, besonders fokussierten Solo-Piano-CD sei Shipp der Meinung, dass dies das Ende eines bestimmten Kapitels und der Beginn eines neuen ist, da er sich dem Schlagwort „Elder Statesman“ zuwendee, schrieb Huigh ;orris (Daily Bandcamp). „Ich möchte an dieser Stelle wirklich das Aufsichtsgremium sein“, sagt der Pianist, „und es den jungen Leuten überlassen, relevant zu sein.“

## Titelliste
- Matthew Shipp: The Intrinsic Nature of Shipp (Mahakala Music)

1. The Intrinsic Nature of Shipp
2. Crystal Structures
3. That Vibration
4. The Jazz Emotions
5. The Essence
6. Jazz Frequency
7. Tune Into It
8. The Bulldozer Poetics
9. Essence of Silence

Die Kompositionen stammen von Matthew Shipp.

## Rezeption

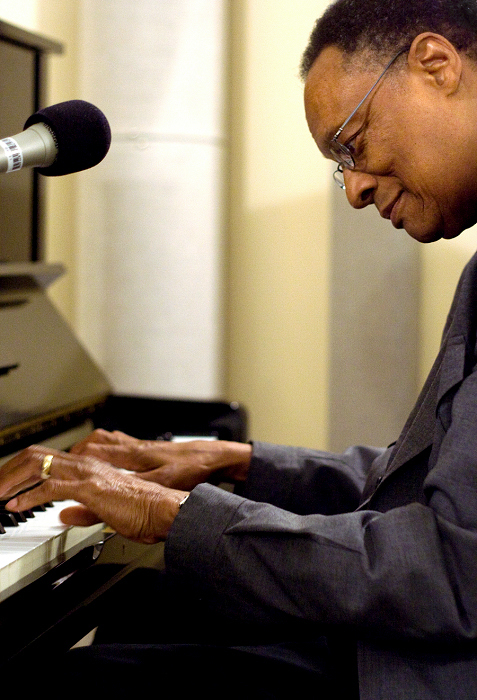
Ramsey Lewis (2009)

Das spielerische Querdenkerhafte von Shipps Material bleibe erhalten, erhalte aber auch eine zuweilen gelassenere melodische Note, schrieb Kevin Le Gendre in Jazzwise. Die Grenze zwischen Pianissimo und Fortissimo werde auf faszinierende Weise überschritten, insbesondere im Titelstück, das eine Reihe von gestreichelten und abgestürzten Linien aufweise, während Shipps Markenzeichen der „Bassflut“ aufgrund der sorgfältigen Regulierung seines Anschlags eine verschwommene Weichheit erhalte. Angesichts der vorherrschenden Identifikation Shipps mit der Avantgarde sei es nicht alltäglich, ihn als einen Künstler mit Soul-Jazz-Fähigkeiten zu betrachten – aber dieses Werk zeige, dass Ramsey Lewis und Duke Ellington in gedämpfter (man könnte sagen sentimentaler) Stimmung mehr in seiner [musikalischen] DNA präsent sind als etwa Thelonious Monk und Cecil Taylor. Shipp befinde sich in einer Phase seiner Karriere, in der sein musikalisches Können voll entwickelt sei und die Feinheiten seines Charakters und seiner Weltanschauung auf die komplexe Leinwand dieses bemerkenswerten Albums gemalt werden.
„Mit dieser Solo-Veröffentlichung haben wir einen Zeitstempel im sich ständig weiterentwickelnden Portfolio des Komponisten“, schrieb Karl Ackermann in All About Jazz. Wenn man Shipps Musik von seinem ersten Solowerk Symbol Systems (1995) über ein Vierteljahrhundert verfolge, werde die Geisteshaltung des Pianisten, im Augenblick zu komponieren und zu spielen, karrierebestimmend. Shipps musikalische Erkundungen seien Ortsmarkierungen auf Terrains, die sich entwickelt haben, verschwunden sind oder nur in der Vorstellung des Künstlers existierten. Vielleicht dürfte nichts die Bandbreite des Künstlers besser zum Ausdruck bringen als „Tune Into It“ und das Schlussstück „The Essence of Silence“. In letzterem würde man eine eindrucksvolle, aber allzu kurze Zusammenfassung eines Künstlers erleben, dessen Empfindsamkeit und Sensibilität deine zwei Musen sind.
Viele von Shipps Markenzeichen sind hier vorhanden, schrieb S. Victor Aaron in Something Else!. Seine gebündelten Linien und nachdrücklichen Akkordinterpunktionen würden „Crystal Structures“ formen, während ein langsamerer und besinnlicherer Fluss den Großteil von „That Vibration“ umrahme, das in einem galoppierenden Triller gipfle. Shipp würde das Tempo von „The“ meisterhaft in die Länge ziehen, lasse jeden Akkord stärker nachklingen, erhöhe dann das Tempo und hämmere es herunter, um eine dramatische Wirkung zu erzielen. Esoterisch und zerbrechlich bringt „The Essence“ Shipps klassischen Hintergrund zum Ausdruck und agiere abwechselnd leicht und schwer. Der Albumtitel spiele darauf an, dass der Soloauftritt eines Künstlers „die reinste Essenz dieses Künstlers“ ist, und das sei bei Matthew Shipp sicherlich der Fall.
Auch wenn das Wort „Essenz“ darauf hinweist, dass eine gewisse Destillation stattgefunden hat, gewähre dieser Prozess nicht unbedingt einen Einblick in das Wesentliche von Shipps Werk, schrieb Bill Meyer (Dusted). Seine Ideen seien oft komplex, und seine Entwicklung greife auf Geheimnisse zurück, die zwar auf Logik basieren, aber niemals durch sie eingeschränkt werden. Diese Melodien würden sich stets verändern und die Gesamtheit ihres Fortschritts sei für das, was sie vermitteln, von wesentlicher Bedeutung. Dies sei „kein Shipp in Digest-Form“; dies sei vielmehr der komplette Solo-Shipp, präsentiert mit transparenter Klarheit. Dieser letzte Punkt sei vor allem der Klarheit des Musikers über seine Konzepte zu verdanken, aber ein gewisses Lob würde auch Jim Clouses Aufnahme, Mixing und Mastering gebühren. Seine Aufnahme klinge so intim, dass man die mechanische Funktionsweise des Klaviers hören kann, aber die Details überwältigten die Musik nie.